# Ognjen Koroman
Ognjen Koroman (Pale, 19. rujna 1978.) je srbijanski umirovljeni nogometaš i bivši reprezentativac. 

## Klubovi
- Portsmouth F.C.
- Terek Grozni
- Krylja Sovjetov
- FK Dinamo Moskva
- OFK Beograd
- FK Crvena zvezda